# Tabulatur
Tabulatur eller tablatur är en form av notskrift, som ofta framställs med hjälp av bokstäver och siffror och som i stället för att säga vilka toner framföraren skall spela istället talar om hur denne skall placera sina fingrar på instrumentet i fråga.
Olika varianter på tabulatur användes allmänt under 1100–1600-talet som tonskrift för instrumentalmusik. Orgeltabulatur användes mest i Tyskland, England och Skandinavien. Efterhand övergick man mer till den typ av notskrift som allmänt används idag. För luta behöll olika varianter av tabulatur sin ställning in på 1700-talet. För orgel finns det en stor mängd tabulatur bevarad så långt tillbaka som 1400- och 1500-talet.
Tabulatur används numer oftast (men inte enbart) för stränginstrument med band. I dessa sammanhang kallas de ofta förkortat tab. Tabulatur används i stor utsträckning inom gitarr-, bas-, lut- och vihuelaspel, men den kan även användas i princip för vilket bandinstrument som helst, inklusive ukulele, mandolin, banjo och viola da gamba såväl som för många blåsinstrument såsom munspel. Tabulatur används ofta för att skriva ut melodin i popmusik och inom folkmusik. Tabulatur för blockflöjt användes under renässans- och barockperioderna. På senare tid har man på nytt föreslagit tabulatur för klaviatur, till exempel av Béla Bartók, men än så länge utan större framgång.

## Gitarrtabulatur
Liksom standardnotskrift innehåller gitarrtabulatur ett antal horisontella linjer som bildar en notrad. Varje linje representerar en av instrumentets strängar, så en vanlig gitarrtabulatur har sex linjer, medan tabulatur för basgitarr har fyra linjer. De som tar sig an tabulatur för första gången kan till att börja med vara förvillad av den ordning som strängarna är nedskrivna; i stället för att börja från den översta strängen (den lägre E-strängen) högst upp så är det den nedersta strängen (den högre E-strängen) som finns där, eftersom stängarna är skrivna från högsta till lägsta ton i stället för från översta till nedersta strängen. De siffror som finns på linjerna motsvarar ett band på instrumentet. Till exempel, en siffra 3 som är skriven på den översta linjen betyder att spelaren skall trycka ner fingret på den höga E-strängen (den nedersta/tunnaste) strängen (i motsats till den låga E-strängen, som är den tjockaste strängen) på det tredje bandet. Siffran 0 betyder att man slår på en lös (icke nedtryckt) sträng. Bokstaven X betyder att man dämpar eller inte slår på strängen.
| I denna artikel     |
| används tonnamnen   |
| Bess (B♭) och B.    |
| Se olika skrivsätt. |

```
Exempel på gitarrtabulaturnotskrift (ackorden E, F och G):

   e---0---1---3---
   B---0---1---3---
   G---1---2---0---
   D---2---3---0---
   A---2---3---2---
   E---0---1---3---
       E   F   G

```

Olika linjer, pilar och andra symboler används för att ange böjningar, hammer-ons och så vidare.

## Gitarrtabulatur i jämförelse med standardnotskrift
Tabulatur har flera fördelar gentemot standardnotskrift. Eftersom det är en direkt visuell representering av instrumentets greppbräda kan det ofta vara lättare och snabbare för en spelare att tolka. Musiker som lär sig spela gitarr eller luta tycker vanligtvis att tabulatur är lättare att läsa trots att de kan ha en stark musikbakgrund och är vana att läsa notskrift för till exempel piano eller sång. Enkla ackord som kräver samma band på flera strängar kan se komplicerade ut i vanlig notskrift men enkla genom tabulatur.
En annan orsak till att vissa musiker föredrar tabulatur är att gitarr och luta, liksom pianot är "harmoniska" instrument, vilket betyder att flera noter spelas på samma gång; trots detta är det mera komplicerat att skapa en speciell ton än vad som är fallet med pianot: För att skapa till exempel mellan-C, trycker pianisten helt enkelt ner C-tangenten, medan gitarristen måste välja den andra strängen, pressa ner strängen mot det första bandet och samtidigt knäppa på strängen med sin högra hand. En ytterligare förvirringskälla är det faktum att många av noterna (inom räckvidd för ett normalt stränginstrument) kan spelas på flera olika strängar: ta till exempel mellan-C som diskuterades ovan, tonen kan också spelas på den tredje strängen på dess femte band eller på den fjärde strängen på dess tionde band. Dessa komplikationer gör att förhållandet mellan standardnotskrift och spelteknik är mindre direkt i fallet med stränginstrument än i fallet med pianot. Tabulatur tar bort sträng/bandtvetydigheten.
Därtill, eftersom gitarrnotskriften skrivs på en enda rad (jämfört med två rader för klaviaturmusik) kan det ta tid även för erfarna gitarrister att läsa komplexa ackord. Tabulatur lider inte av denna nackdel.
En annan av tabulaturens fördelar över standardnotskriften är att tabulaturen enkelt kan omvandlas till ASCII-form - det vill säga en datafil i klartext, som använder siffror, bokstäver och symboler för att skapa en tablatur. Detta leder till att tabulatur enkelt kan distribueras elektroniskt, ett bruk som har blivit väldigt mycket spritt; det är nu möjligt att finna tabulatur för nästan varje populärt musikstycke på Internet.
Tabulatur har dock sina svagheter. Tabulatur är instrumentspecifikt, medan vanlig notskrift inte särskiljer instrument. Denna begränsning betyder till exempel att enbart gitarristen kan läsa tabulatur medan standardnotskrift kan spelas på vilket lämpligt instrument som helst. På samma sätt som tabulatur ger instruktioner hur man skall spela noter i stället för information om hur noten skall låta så kan det vara svårt att få överblick över den ämnade känslan genom att bara studera pappret; detta är enklare med standardnotskrift.
Till skillnad från standardnotskrift inkluderar tabulaturen oftast inte noternas rytm, enbart deras tonhöjd. I verkligheten är detta inte så mycket en begränsning. Vissa musiker läser tabulatur och noter i tandem (de flesta publicerade tabulaturerna kommer med standardnotskrift så att båda kan jämföras mot varandra), medan andra lyssnar till det inspelade stycket för att få känslan för stycket innan man konsulterar tabulaturen om hur man skall spela.
Man kan även ange rytm genom noter eller notstammar som skrivs ovanför tabulaturraden. Detta görs alltid inom luttabulaturen och i vissa fall inom gitarrtabulaturen, speciellt ifall det inte finns någon ackompanjerande standardnotskrift.
Den största nackdelen när man använder enbart tabulatur är dock att det kan leda till att man inte koncentrerar sig alls på musikteori, vilket i sin tur fråntar musikern kunskapen om noterna själva, inte de vana positionerna för att spela noter eller ackord. För att erhålla en djupare kännedom om instrumentet kan kunskapen om notskrift ge en möjlighet att improvisera mera precist och fritt, eller att ackompanjera en improvisation genom olika tonartsbyten mera klart och bestämt. En person som enbart har kännedom om tabulatur har en tendens att spela bara för att hitta ljudet de söker, i motsats till att se potentialen för de noter som de befinner sig på.